# Plagiolepis alluaudi
Plagiolepis alluaudi är en myrart som beskrevs av Carlo Emery 1894. Plagiolepis alluaudi ingår i släktet Plagiolepis och familjen myror. Inga underarter finns listade i Catalogue of Life.

## Bildgalleri

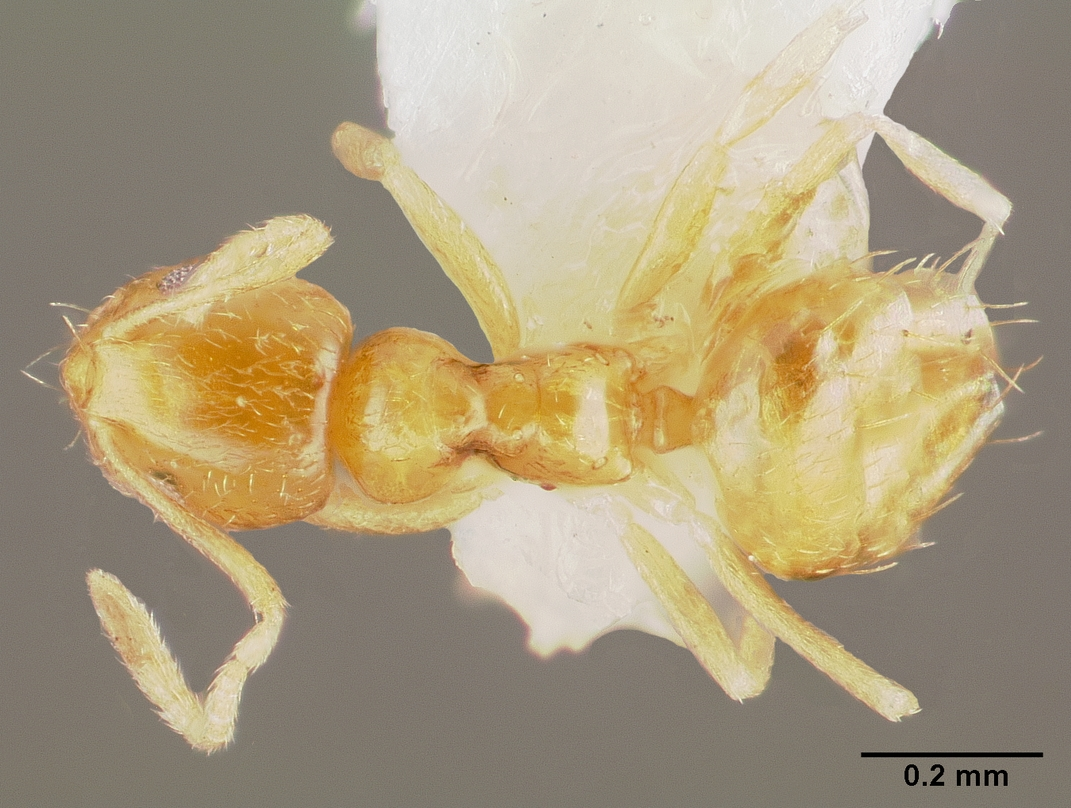
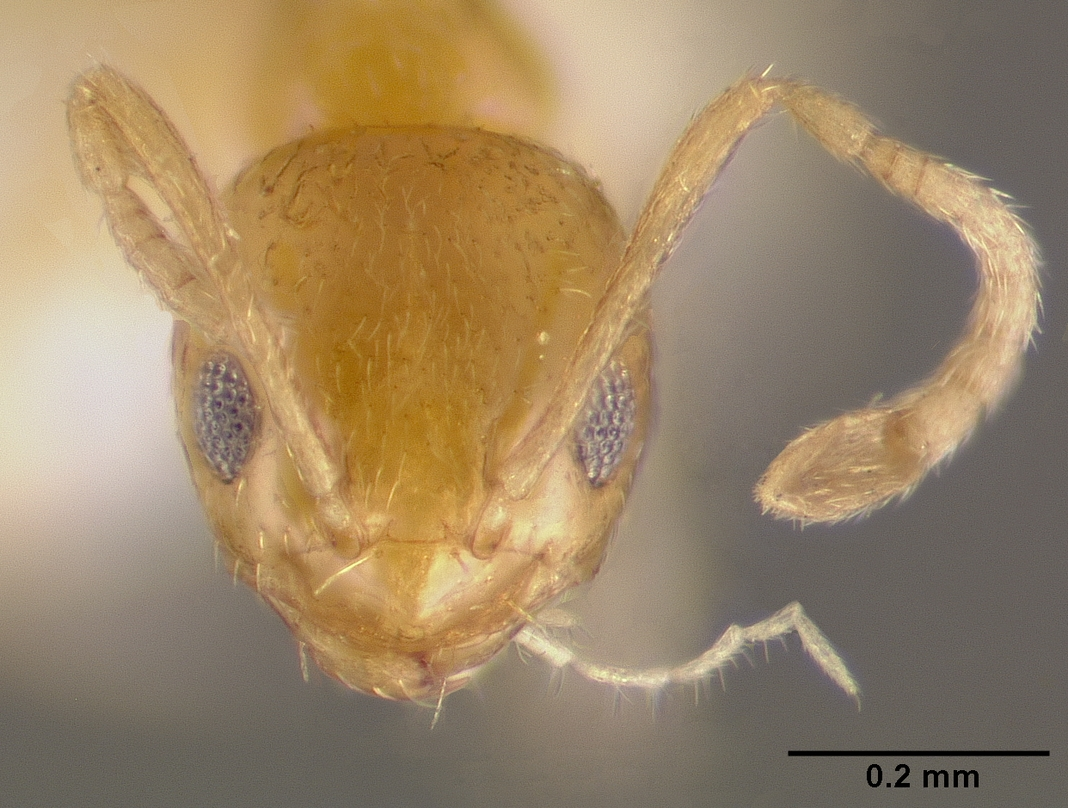
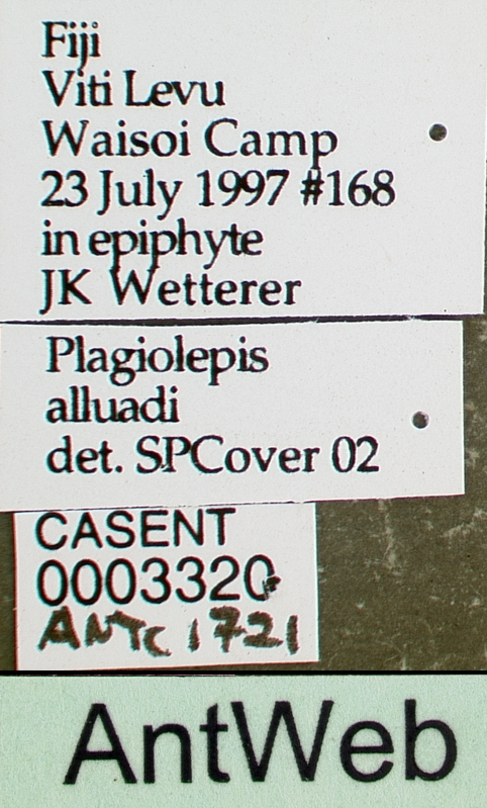
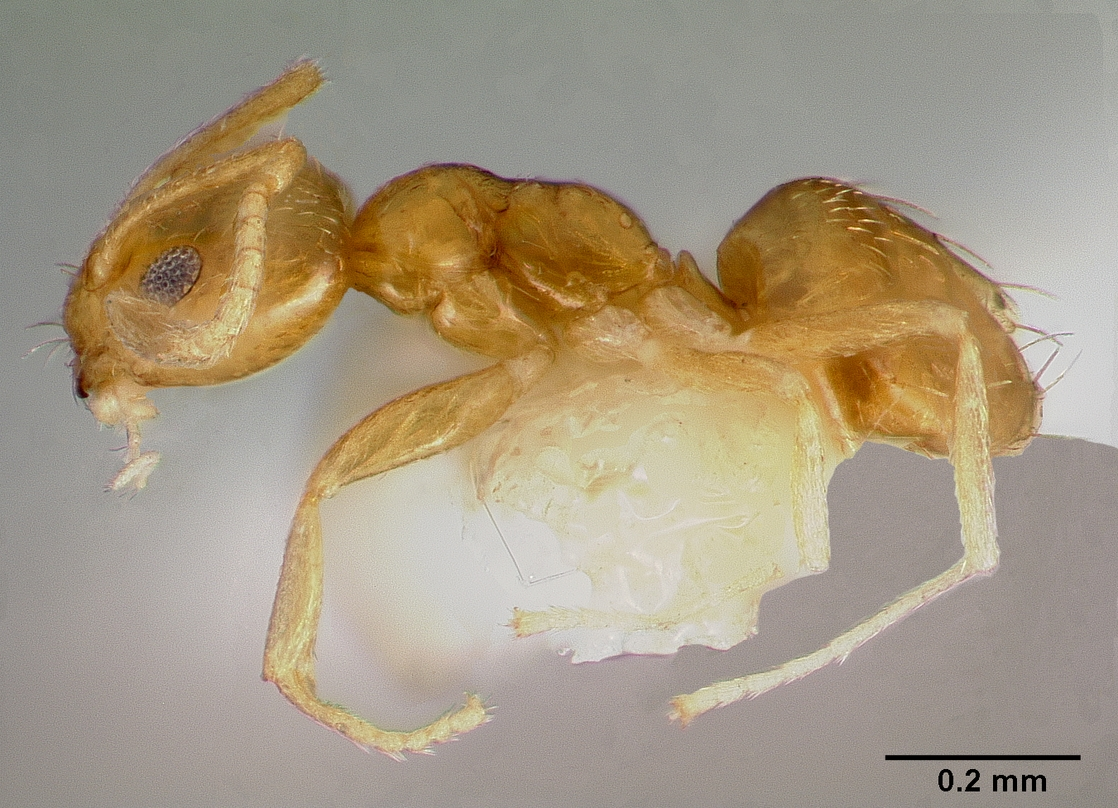
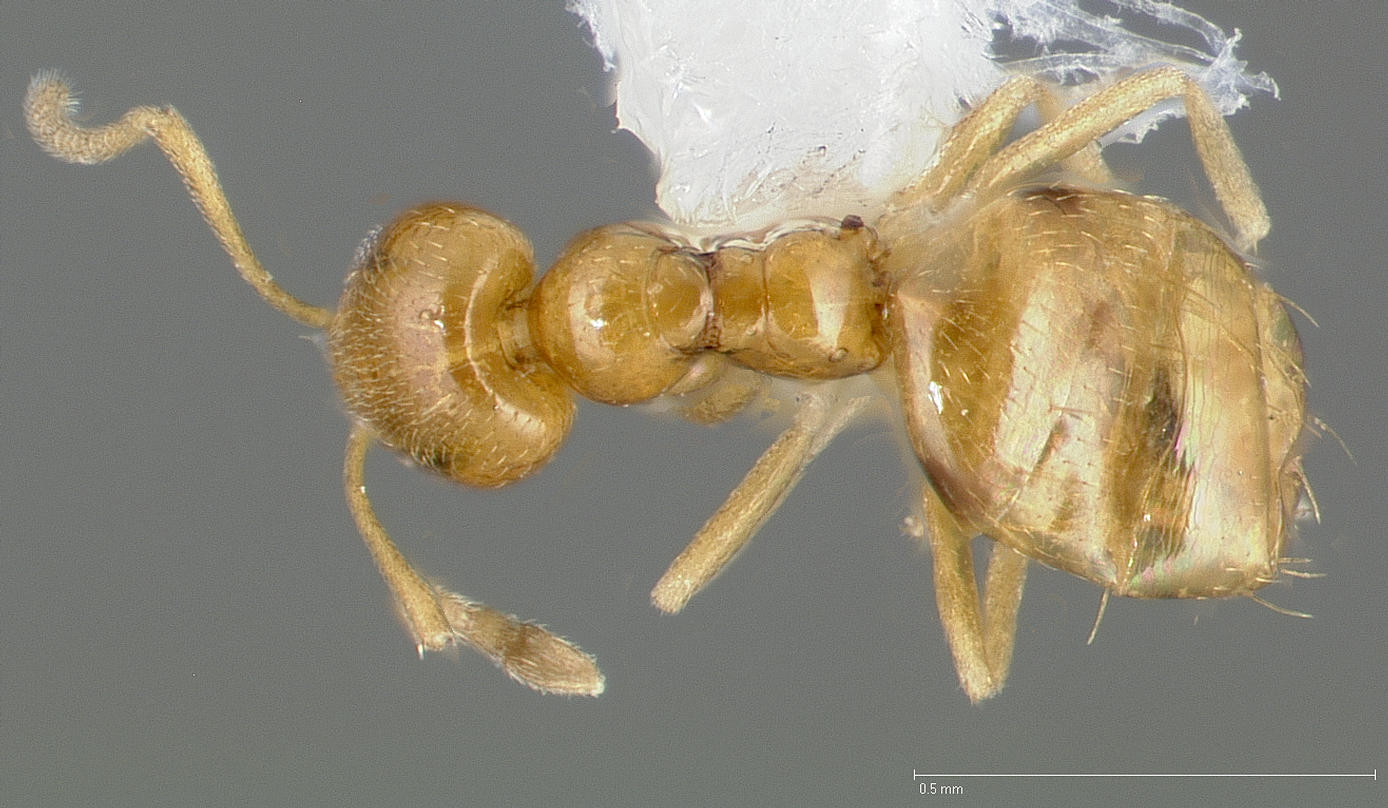
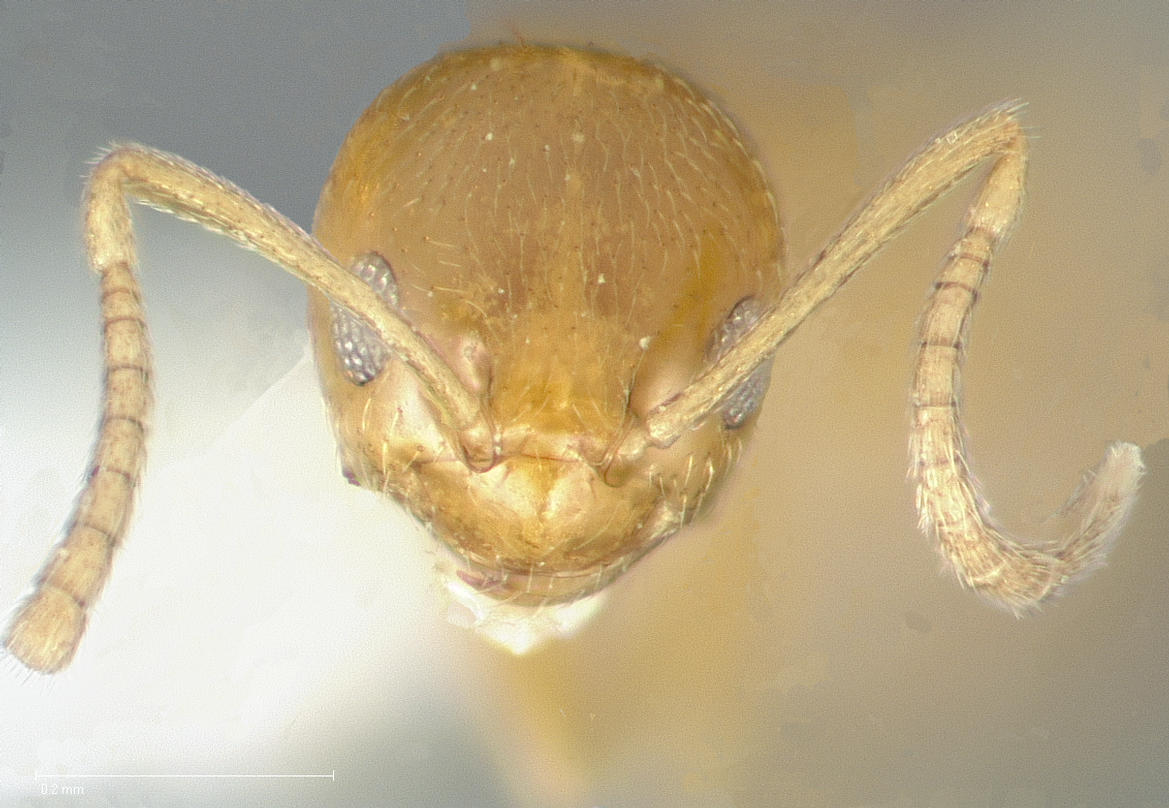